# Байкалово (Пермский край)
Байкалово —  деревня в Пермском крае России. Входит в Чусовской городской округ.

## Географическое положение
Деревня расположена в западной части округа на расстоянии менее 3 километров по прямой на восток от села Сёла.

## История
Основана в 1676 году. 
С 2004 до 2019 года деревня входила в Сёльское сельское поселение Чусовского муниципального района.

## Население
Постоянное население деревни составляло 79 человек в 2002 году (76% русские), 76 человек в 2010 году.   

## Климат
Климат умеренно-континентальный. Среднегодовая температура воздуха колеблется около 0 градусов, среднемесячная температура января — минус 16 градусов, июля — плюс 17 градусов, заморозки отмечаются в мае и сентябре. Высота снежного покрова достигает 80 см. Продолжительность залегания снежного покрова 170 дней. Продолжительность вегетационного периода 118 дней. В течение года выпадает 500-700 мм осадков.